# باشگاه فوتبال کارناتاکا
باشگاه فوتبال کارناتاکا (انگلیسی: Karnataka football team) یک باشگاه فوتبال از هند است که در شهر بنگلور ایالت کارناتاکا قرار دارد.